# Îles Bounty
Pour les articles homonymes, voir Bounty.
Les îles Bounty constituent un groupe de treize petites îles et de nombreux rochers dans le Sud de l'océan Pacifique, qui font territorialement partie de la Nouvelle-Zélande.

## Toponymie
Elles furent découvertes par le capitaine William Bligh en 1788 qui leur donna le nom de son navire HMS Bounty, juste quelques mois avant la célebre mutinerie.

## Géographie
L'archipel est exactement aux antipodes de la commune française de Bouillé-Ménard (Pays de la Loire).
Le centre de l'hémisphère maritime se trouve à proximité de cet archipel.
L'ensemble de la chaîne a seulement 5 km dans sa plus grande longueur et comprend trois groupes d'îles :

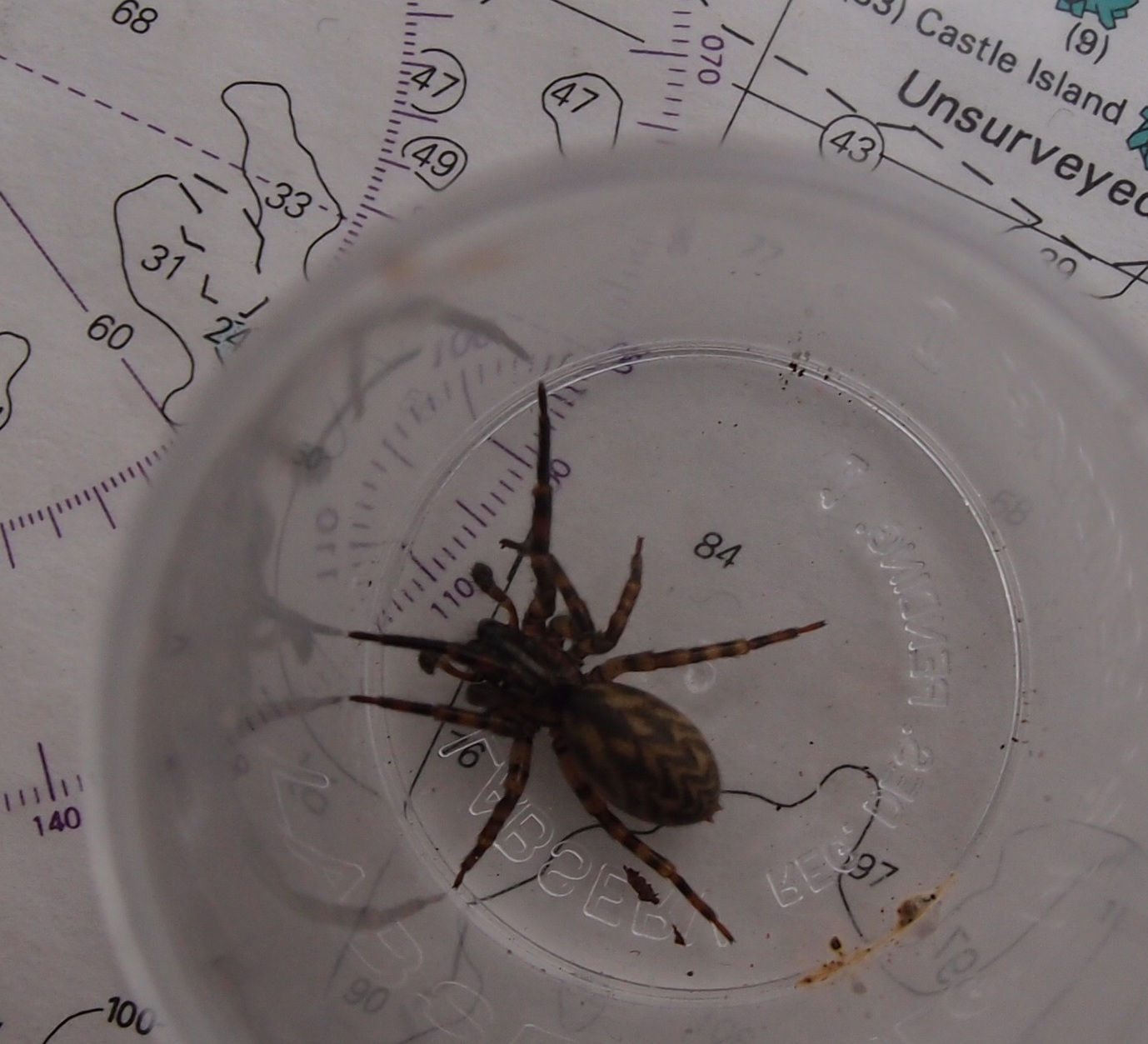
Pacificana cockayni araignée de l'île de 'Proclamation Island' (probablement un mâle adulte)

Le groupe principal est le plus important des trois groupes et est localisé au nord-ouest de la chaîne.
Il comprend les îles les plus grandes, qui sont 'Depot Island', qui est longue d'environ 700 m et large de 400 m dans son point le plus étendu. 'Proclamation' et 'Tunnel Islands' sont séparées de 'Depot Island' par seulement un étroit passage et peuvent être rejointe à elle à marée basse. Un petit îlot est situé en dehors de la côte au nord de ce groupe nommé 'Spider Island' constituant le point le plus au nord de la chaine; le point le plus à l'ouest est le sommet ouest de 'Penguin Island'.
Le groupe du Centre est localisé à quelque 1,5 à 2 km vers le sud-est du groupe principal et contient trois îles principales, alignées selon une ligne nord-sud.
Un îlot plus petit siège immédiatement vers l'ouest. La plus au nord du groupe du centre est 'Funnel Island', qui contient le point le plus haut de la chaîne, avec une élévation de 73 m au-dessus du niveau de la mer.
À 1,5 km plus loin vers l'est se trouve le groupe de l'est qui est aussi aligné grossièrement selon une ligne nord-sud.
L'île la plus grande de ce groupe, nommée 'Molly Cap', est l'île la plus au sud du groupe et contient le deuxième point le plus élevé atteignant 70 m au-dessus du niveau de l'eau.
Ce groupe contient deux îles importantes et un îlot plus petit avec plusieurs récifs et cheminées, une d'elles constituant le point le plus à l'est de la chaîne.

### Situation
D'une surface totale de 135 ha, les îles Bounty sont situées dans l'océan Pacifique Sud, au sud-est de la Nouvelle-Zélande.

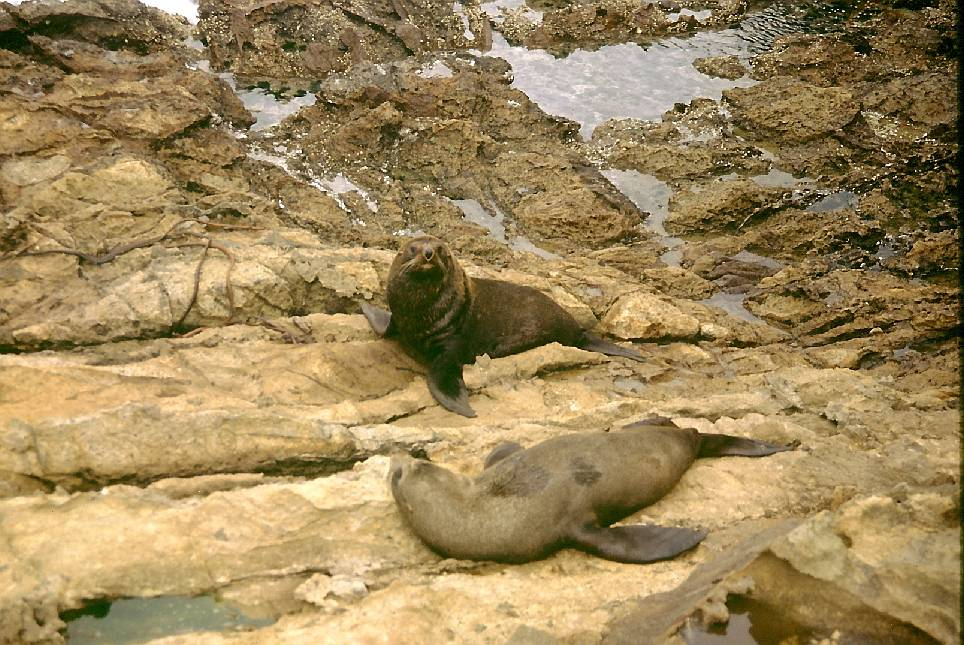
Otaries à fourrure de Nouvelle-Zélande.

Elles se localisent entre 179° 02' et 179° 07' Est, et 47° 40' et 47° 45' Sud, à 636 km au sud-est de l'île du Sud, en Nouvelle-Zélande, à 523 km au sud-ouest des îles Chatham et à 209 km au nord des îles des Antipodes.
Ce groupe fait partie des sites du patrimoine mondial.
Les îles sont une partie immédiate du territoire de la Nouvelle-Zélande, mais, particularité, elles ne font partie d'aucune région ni d'aucun district, mais au contraire sont qualifiées de Area Outside Territorial Authority, comme toutes les autres îles extérieures à l'exception des îles Solander.
Elles sont divisées en un groupe ouest et un groupe est mais ces îles sont petites, et leur surface totale est de seulement 1,3 km2. L'ensemble de l'archipel, dans son axe le plus long, s'étend sur 5 km et son point le plus haut culmine à 90 m au-dessus du niveau de la mer.

### Climat
Le climat des îles Bounty est subpolaire océanique (Cfc), froid et très venteux.

### Îles constitutives des Bounty Islands
- Groupe principal (47° 45′ S, 179° 02′ E):
  - Depot Island (la plus grande du groupe), dénommée pour le dépôt de secours (en) situé sur l'île.
  - Dog Rock
  - Lion Island
  - Penguin Island
  - Proclamation Island
  - Ranfurly Island
  - Ruatara Island
  - Seal Rock
  - Skua Rock
  - Spider Island
  - Tunnel Island
- Groupe central (47° 45′ 45″ S, 179° 02′ 40″ E):
  - Coronet Island
  - Funnel Island (main islet)
  - Prion Island
- Groupe de l'est (47° 46′ S, 179° 04′ E):
  - Con Island
  - Molly Cap (îlot principal)
  - North Rock

### Population
Ces îles sont inhabitées par les humains. Cependant, elles sont très largement peuplées de manchots et d'albatros. Au XIXe siècle, c'était même un lieu apprécié de chasse au phoque.

## Histoire
Le capitaine William Bligh découvrit les îles Bounty Islands sur sa route allant de Spithead (une partie du Solent, le bras de mer qui sépare l'île de Wight du reste de l'Angleterre) en direction de Tahiti au cours de l'année 1788.
La localisation des îles n'était alors que très grossièrement indiquée sur les cartes.
Au début de l'année 1866, le commandant W. H. Norman du navire HMVS Victoria (1855) reçut l'ordre de déterminer plus exactement leurs positions. Il les reporta comme étant à la latitude 47ˈ50 sud et la longitude 179ˈ00 est.
Le capitaine George Palmer, durant ses recherches du Matoaka (en) plaça les îles plus précisément à 47ˈ46ˈ24 sud et 178ˈ56ˈ45 est.
Palmer en profita aussi pour annexer les îles pour le compte de la Nouvelle-Zélande.
Durant le XIXe siècle, la zone fut très populaire comme terrain pour la chasse aux phoques.
Ces îles étaient alors l'objet des recherches de temps en temps pour les bateaux manquants et en particulier pour le Général Grant et le Matoaka.
Le Hinemoa (en) visita les îles en mars 1886 et érigea un dépôt pour des naufragés (en) sur la plus grande des îles.
Le capitaine Fairchild nota qu'il n'y avait pas d'eau douce disponible sur ces îles.
Le dépôt avait été détruit par la mer à l'époque où le Stella visita les îles en 1887.
Une nouvelle carte 1022 de l'Amirauté fut produite pour le secteur en 1888, qui prenait en compte les travaux d'évaluation réalisé par l'Hinemoa.
En novembre 1891, l'Hinemoa retourna dans les îles et y construisit un nouveau dépôt de provisions fraîches.

## Flore et faune
Écologiquement, les îles sont une partie de l'écorégion de toundra des îles subantarctiques et des Antipodes. Les plantes qui y poussent comprennent les herbes sauvages contre le scorbut de Cooks.
Le groupe d'île est le domicile d'araignées endémiques, d'insectes endémiques et un grand nombre d'oiseaux de mer.

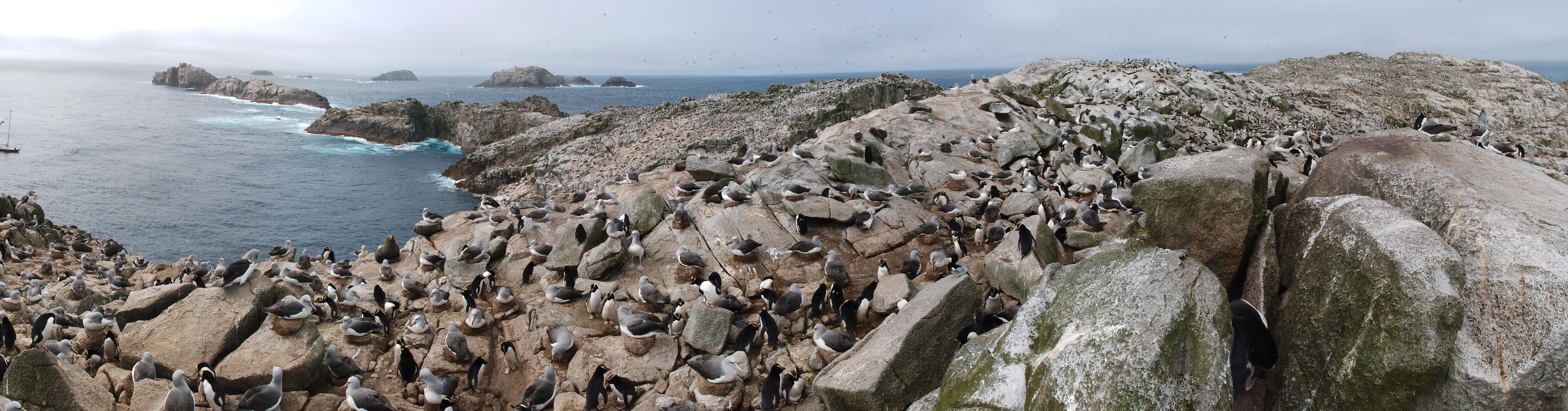
Panorama des îles Bounty de la Nouvelle-Zélande 1

### Zone importante pour les oiseaux
Le groupe des îles Bounty a été identifié comme une zone importante pour la conservation des oiseaux (ZICO) par la BirdLife International à cause de sa signification comme site de nidification en particulier pour les Gorfou huppés, Albatros de Salvin et Cormoran de Bounty.